# Sportovní gymnastika na Letních olympijských hrách 1964
Sportovní gymnastika na Letních olympijských hrách 1964.

## Medailisté

### Muži
| Soutěž                | Zlato | Stříbro | Bronz |
| --------------------- | --- | --- | --- |
| Víceboj – družstva    | Japonsko (JPN) · Jukio Endó · Takudži Hajata · Takaši Micukuri · Takaši Ono · Šúdži Curumi · Haruhiro Jamašita | Sovětský svaz (URS) · Sergej Diomidov · Viktor Leonťjev · Viktor Lisickij · Boris Šachlin · Jurij Titov · Jurij Capenko | Tým sjednoceného Německa (EUA) · Siegfried Fülle · Philipp Fürst · Erwin Koppe · Klaus Köste · Günter Lyhs · Peter Weber |
| Víceboj – jednotlivci | Jukio Endó · Japonsko (JPN)                                                                                    | Viktor Lisickij · Sovětský svaz (URS)                                                                                   | nebyla udělena |
| Víceboj – jednotlivci | Jukio Endó · Japonsko (JPN)                                                                                    | Boris Šachlin · Sovětský svaz (URS)                                                                                     | nebyla udělena |
| Víceboj – jednotlivci | Jukio Endó · Japonsko (JPN)                                                                                    | Šúdži Curumi · Japonsko (JPN)                                                                                           | nebyla udělena |
| Prostná               | Franco Menichelli · Itálie (ITA)                                                                               | Jukio Endó · Japonsko (JPN)                                                                                             | nebyla udělena |
| Prostná               | Franco Menichelli · Itálie (ITA)                                                                               | Viktor Lisickij · Sovětský svaz (URS)                                                                                   | nebyla udělena |
| Kůň našíř             | Miroslav Cerar · Jugoslávie (YUG)                                                                              | Šúdži Curumi · Japonsko (JPN)                                                                                           | Jurij Capenko · Sovětský svaz (URS)                                                                                      |
| Kruhy                 | Takudži Hajata · Japonsko (JPN)                                                                                | Franco Menichelli · Itálie (ITA)                                                                                        | Boris Šachlin · Sovětský svaz (URS)                                                                                      |
| Přeskok               | Haruhiro Jamašita · Japonsko (JPN)                                                                             | Viktor Lisickij · Sovětský svaz (URS)                                                                                   | Hannu Rantakari · Finsko (FIN)                                                                                           |
| Bradla                | Jukio Endó · Japonsko (JPN)                                                                                    | Šúdži Curumi · Japonsko (JPN)                                                                                           | Franco Menichelli · Itálie (ITA)                                                                                         |
| Hrazda                | Boris Šachlin · Sovětský svaz (URS)                                                                            | Jurij Titov · Sovětský svaz (URS)                                                                                       | Miroslav Cerar · Jugoslávie (YUG)                                                                                        |

### Ženy
| Soutěž                | Zlato | Stříbro | Bronz |
| --------------------- | --- | --- | --- |
| Víceboj – družstva    | Sovětský svaz (URS) · Polina Astachovová · Ljudmila Gromovová · Larisa Latyninová · Tamara Maninová · Jelena Volčecká · Tamara Zamotajlovová | Československo (TCH) · Věra Čáslavská · Marianna Krajčírová · Jana Posnerová · Hana Růžičková · Jaroslava Sedláčková · Adolfína Tkačíková | Japonsko (JPN) · Tošiko Aiharaová · Ginko Čibaová · Keiko Ikedaová · Taniko Nakamuraová · Kijoko Onová · Hiroko Cudžiová |
| Víceboj – jednotlivci | Věra Čáslavská · Československo (TCH) | Larisa Latyninová · Sovětský svaz (URS)                                                                                                   | Polina Astachovová · Sovětský svaz (URS)                                                                                 |
| Přeskok               | Věra Čáslavská · Československo (TCH) | Larisa Latyninová · Sovětský svaz (URS) Birgit Radochlaová · Tým sjednoceného Německa (EUA)                                               | nebyla udělena |
| Bradla                | Polina Astachovová · Sovětský svaz (URS) | Katalin Makrayová · Maďarsko (HUN) | Larisa Latyninová · Sovětský svaz (URS)                                                                                  |
| Kladina               | Věra Čáslavská · Československo (TCH) | Tamara Maninová · Sovětský svaz (URS) | Larisa Latyninová · Sovětský svaz (URS)                                                                                  |
| Prostná               | Larisa Latyninová · Sovětský svaz (URS) | Polina Astachovová · Sovětský svaz (URS)                                                                                                  | Anikó Duczaová · Maďarsko (HUN)                                                                                          |

## Přehled medailí
| Pořadí | Země                           | Zlato | Stříbro | Bronz | Celkově |
| ------ | ------------------------------ | ----- | ------- | ----- | ------- |
| 1.     | Japonsko (JPN)                 | 5     | 4       | 1     | 10      |
| 2.     | Sovětský svaz (URS)            | 4     | 10      | 5     | 19      |
| 3.     | Československo (TCH)           | 3     | 1       | 0     | 4       |
| 4.     | Itálie (ITA)                   | 1     | 1       | 1     | 3       |
| 5.     | Jugoslávie (YUG)               | 1     | 0       | 1     | 2       |
| 6.     | Tým sjednoceného Německa (EUA) | 0     | 1       | 1     | 2       |
| 6.     | Maďarsko (HUN)                 | 0     | 1       | 1     | 2       |
| 8.     | Finsko (FIN)                   | 0     | 0       | 1     | 1       |
| Celkem | Celkem                         | 14    | 18      | 11    | 43      |